# 建国门外大街
39°54′31″N 116°27′05″E / 39.9085178°N 116.4515117°E
建国门外大街是位于中華人民共和国北京市朝阳区的一条大街，在长安街的东延长线上。因為位于北京内城建国门門外而得名。

## 简介

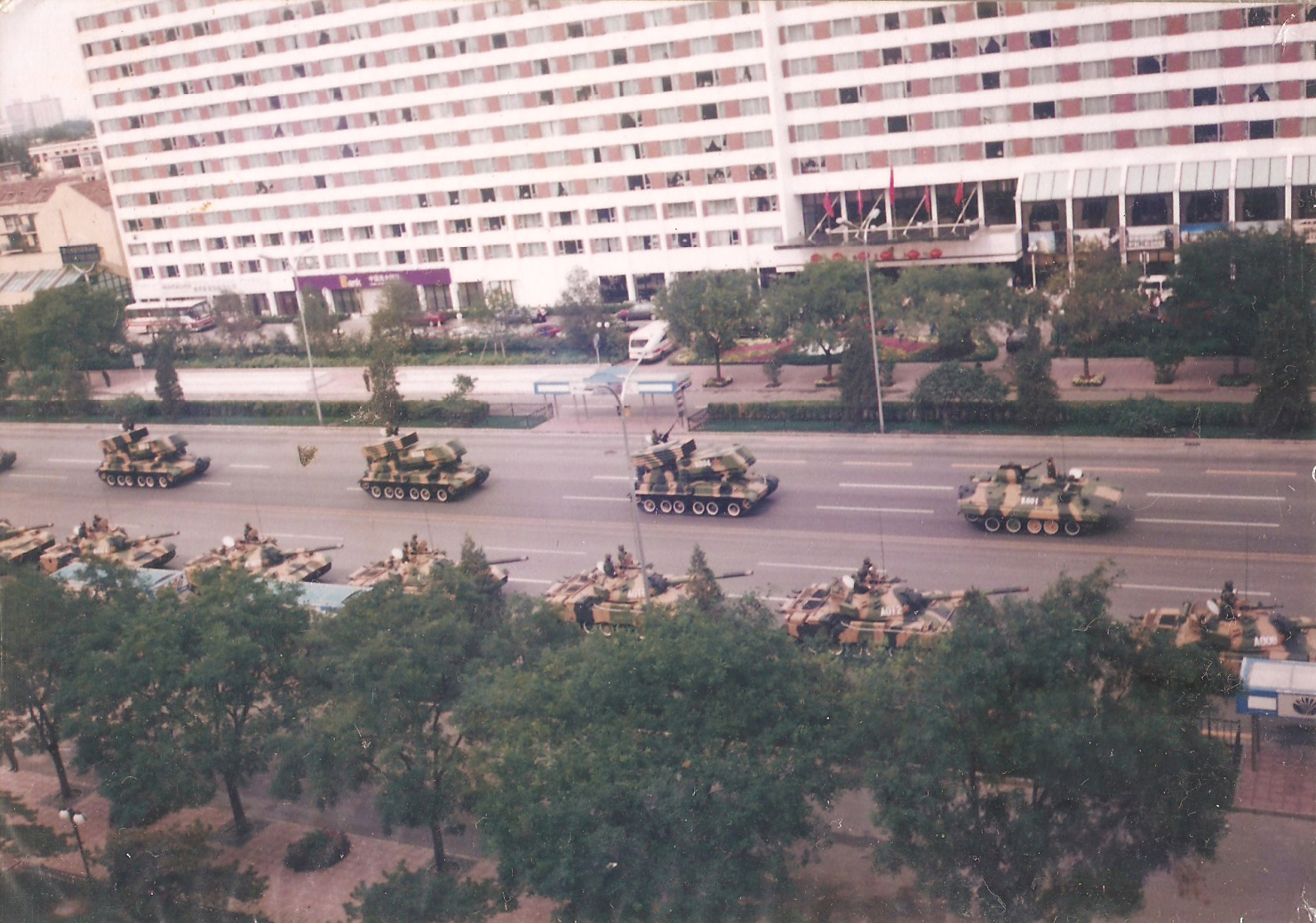
建外大街是国庆阅兵车辆通过的道路。图为1999年10月1日国庆阅兵，当时建外居民拍摄的照片。

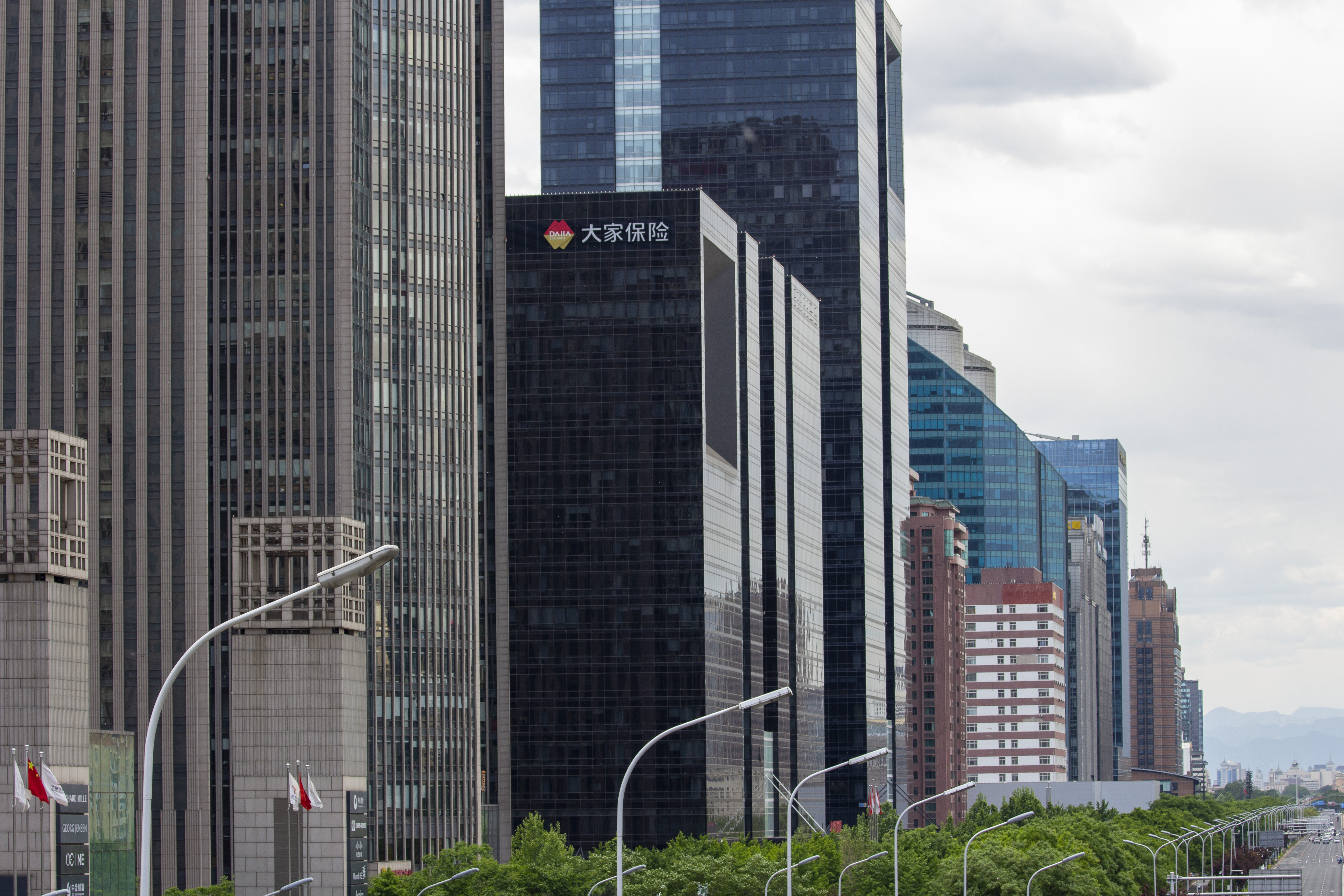
南侧建筑

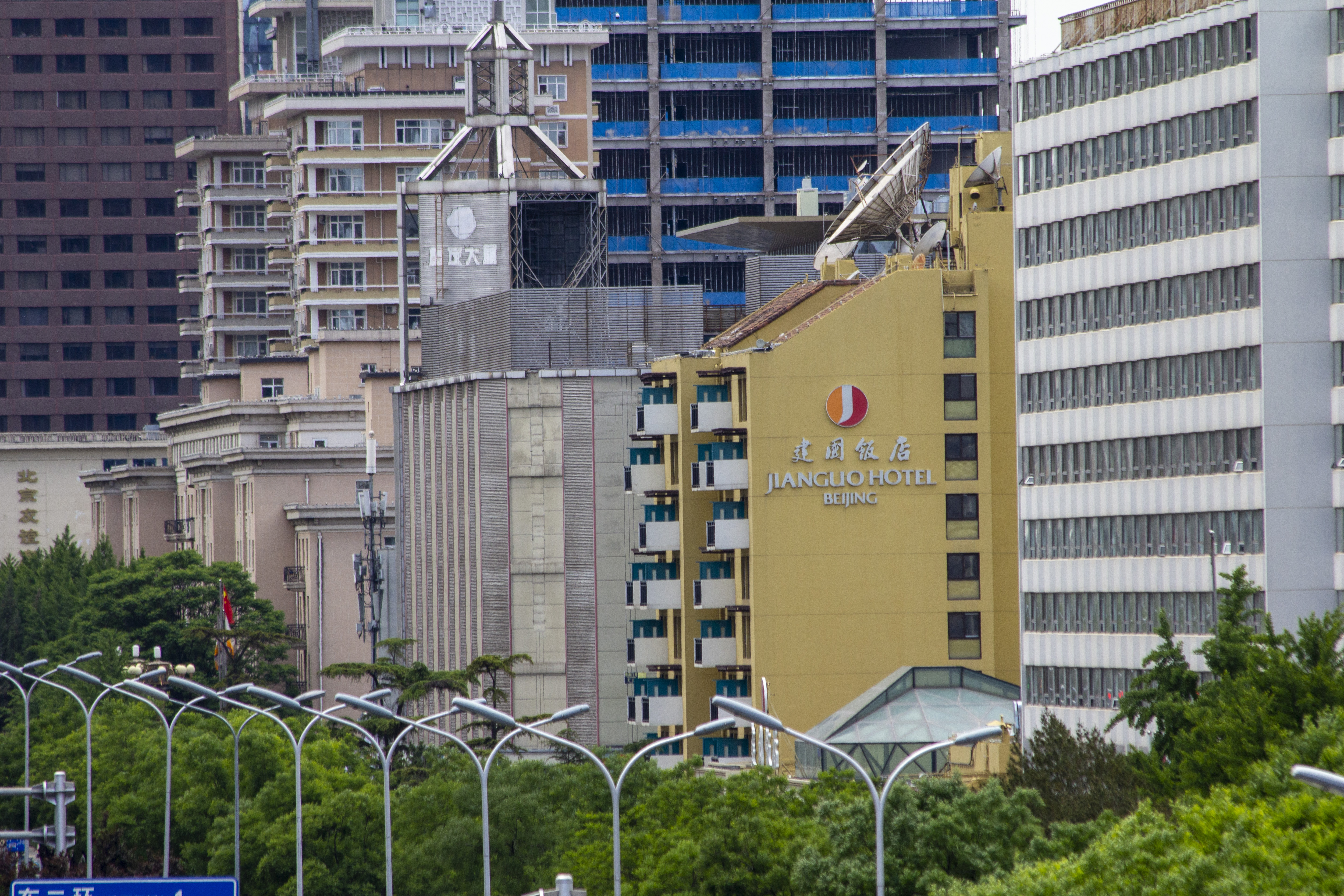
北侧建筑

建国门的所在处原为北京内城城墙。民国二十八年（1939年），日本占领北平期间，为兴建东郊的工业区和西郊的“新北京” ，在今建国门和复兴门之处各拆除了一段城墙，形成豁口。当时未顾及建设城门，仅安装了简易的铁栏杆（一说为铁门）。 1940年代初，日伪当局曾拟过新开豁口城门的名称，初定东豁口名“启明门” （寓意“旭日启明”），西豁口名“长安门”，但迟迟未正式使用，人们仍称这两处为“豁子”。抗日战争胜利后，1945年11月，改启明门为“建国门”。但仍未建正规的城门。建国门于1969年兴建北京地铁时拆毁。1977年，在建国门原址处兴建建国门立交桥。
建国门外大街西起建国门桥，东到国贸桥（大北窑）。建国门外大街1947年前为一条沙土路，曾名“东长安街”（含现建国路大北窑至八王坟段）。1955年随着兴建南使馆区和永安里统建住宅区，该大街拓宽改筑，铺沥青路面，并定名为“建国门外大街”。1983年又进行了改建。

## 事故
- 2015年1月14日上午8时，建外大街永安里路口处发生车祸，电动车、三轮车、奥迪车、SUV以及环卫车5车相撞，事故造电动车骑行者当场死亡，另有一人受伤[3]。